# Guitarra de doce cuerdas

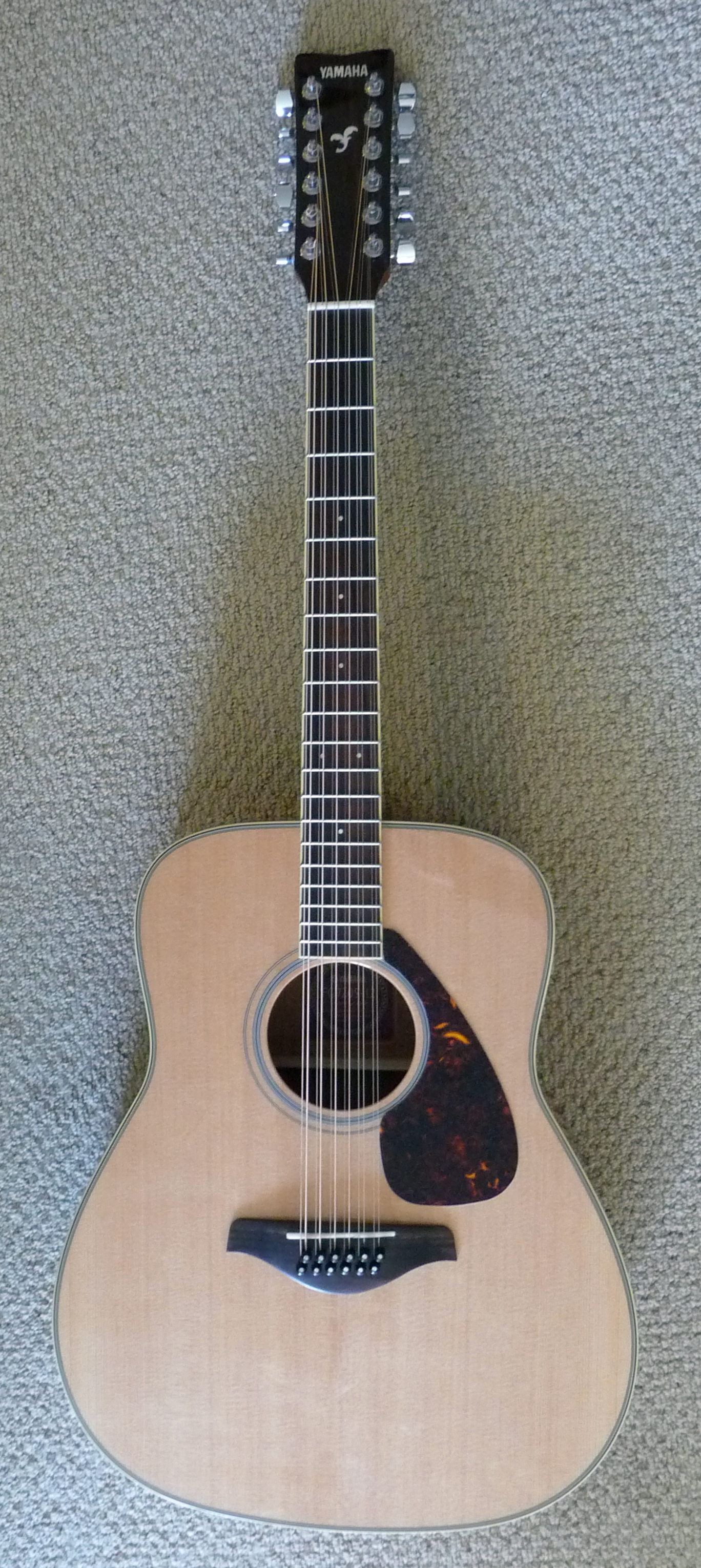
Guitarra acústica de 12 cuerdas.

La guitarra de doce cuerdas o también llamada docerola es una guitarra acústica o eléctrica que tiene doce cuerdas distribuidas en pares, pero las últimas cuatro cuerdas en octavas y las dos primeras en tono unísono, ayuda a generar un sonido más brillante y resonante que el de una guitarra normal de seis cuerdas. Este, es un tipo de guitarra con un efecto chorus natural, a causa de las sutiles diferencias entre las frecuencias producidas por cada una de las dos cuerdas de cada par.

## Historia
El origen de la guitarra moderna de 12 cuerdas es incierto, pero los antepasados más probables que usan cursos de cuerdas dobles son algunos instrumentos mexicanos como el bandolón, la guitarra séptima, la guitarra quinta huapanguera y el bajo sexto. Imágenes como la de la Orquesta Típica Mexicana de 1901 en la Exposición Panamericana muestran una guitarra con 12 cuerdas. A finales del siglo XIX, la mandolina archtop fue uno de los primeros instrumentos con cursos de cuerdas dobladas diseñado en Estados Unidos.
En el siglo XIX y principios del XX, las 12 cuerdas se consideraban instrumentos novedosos. La guitarra de 12 cuerdas no se convirtió en una parte importante del blues y la música folk hasta las décadas de 1920 y 1930, cuando su sonido las hizo ideales como acompañamiento en solitario para vocalistas, especialmente Lead Belly y Blind Willie McTell. Desde entonces, la guitarra de 12 cuerdas ha ocupado papeles en ciertas variedades de música folk, rock, jazz y popular. En los años 1930, la guitarrista y cantante mexicano-estadounidense Lydia Mendoza popularizó el instrumento. El protegido de Lead Belly, Fred Gerlach, introdujo el instrumento en el mundo de la música folk estadounidense. Inicialmente, se utilizó principalmente para acompañamiento, debido a la mayor dificultad de tocar o ejecutar blends de cuerda en sus cursos de doble cuerda. Sin embargo, a finales del siglo XX, varios músicos se dedicaron a producir interpretaciones en solitario con la guitarra de 12 cuerdas. El virtuoso de la guitarra Delta Blues, Robert Lockwood Jr, recibió una guitarra acústica de 12 cuerdas hecha a mano por un destacado luthier japonés a finales de los sesenta, y a partir de entonces se convirtió en el instrumento elegido por Lockwood.

## Diseño
Las cuerdas están distribuidas en pares, que en general son tocadas simultáneamente. Las dos cuerdas en cada par grave suelen tener una diferencia de una octava, mientras los pares de cuerdas agudas están afinadas al unísono. La afinación de la segunda cuerda del tercer par (Sol) varía: algunos guitarristas usan un par de cuerdas unísonas, mientras otros prefieren utilizar las cuerdas octavadas para conseguir el sonido más acampanado y agudo que caracteriza a esta forma de afinación. Otros, ya sea en busca de un tono distintivo o por una cuestión de comodidad, retiran algunas de las cuerdas dobles. Por ejemplo, quitando las cuerdas agudas de los pares graves se simplifica el tocar líneas de bajo, pero por otro lado se mantienen las cuerdas dobles en los pares agudos para los rasgueos.
Las cuerdas están ordenadas de tal forma que la primera cuerda de cada par en ser tocada cuando se rasguea de arriba abajo es la más aguda; sin embargo esta convención fue rota por Rickenbacker en su modelo 360/12.
La tensión generada por las cuerdas es alta, y debido a ellos, las guitarras de doce cuerdas tienen fama de combarse en pocos años. Algunas guitarras de doce cuerdas tienen soportes estructurales heterodoxos para prevenir, o al menos posponer, ese destino, a costo de mayores precios y pérdida de tono. Hasta hace poco, las guitarras de doce cuerdas eran casi universalmente afinadas más bajo que el tradicional "Mi-La-Re-Sol-Si-Mi", para reducir la tensión sobre el instrumento. Se sospecha que el bluesman Lead Belly usaba una afinación en Do.
Algunos intérpretes prefieren la riqueza de una afinación abierta por su sonido casi orquestal. Para los puntes complejos, la guitarra de doce cuerdas puede ser afinada de forma estándar (o si no, una octava más grave), y luego los pares superior e inferior se pueden afinar en intervalos de tonos completos. La gama usual de afinaciones de guitarra también se puede utilizar. Algunos intérpretes que tocan guitarras de doce cuerdas usan una guitarra de 6 cuerdas como instrumento principal, y cambian a la de doce para algunas canciones en las cuales buscan un sonido más brillante.
Ya que es mucho más difícil pulsar cuerdas individualmente en guitarras de doce cuerdas, y casi imposible de estirar notas de manera afinada, el instrumento rara vez se usa para líneas melódicas. Las guitarras de doce cuerdas suelen usarse para un rol de acompañamiento rítmico y son más bien comunes en canciones folk y ciertas músicas populares de los Estados Unidos. Algunos músicos de rock pesado o rock progresivo usan guitarras de doble mástil, que se componen de un mástil de seis y otro de doce cuerdas, permitiendo al guitarrista cambiar fácilmente de un sonido al otro.
El mayor número de cuerdas hace más compleja la interpretación, en especial para la mano que puntea. El espacio entre los pares de dobles cuerdas es normalmente más angosto que el que hay entre las cuerdas de una guitarra normal, por lo que se necesita más precisión con la púa o la uña cuando no se trata de solamente rasguear acordes. Al poner en pares cuerdas finas que se quiebran fácilmente con cuerdas graves más gruesas representa también una dificultad para el intérprete, y solo un guitarrista entrenado puede pulsar con confianza una sola cuerda de cada par en cualquier velocidad (notablemente la cuerda más aguda de todas, el Sol agudo). Sin embargo, con práctica, la guitarra de doce cuerdas no es excesivamente difícil de tocar. Es, de todas formas, usada en general para papeles reducidos en los cuales sus cualidades se lucen: resonancia rica, acordes con cuerpo, y líneas de una sola nota que no incluyan estiradas. Las guitarras de doce cuerdas se fabrican en formatos acústico y eléctrico. Sin embargo, es más comúnmente usado el acústico.

### Efectochorus
Los pares de cuerdas de una guitarra de doce cuerdas producen un brillante efecto chorus. Para producir este efecto los sonidos de cada cuerda con -a simple vista- el mismo timbre y casi (pero nunca exactamente) la misma altura convergen y se escuchan como una sola. Cuando el efecto se logra exitosamente, ninguno de los dos sonidos constituyentes se perciben como desafinados. En general, esta amalgama de sonidos se caracteriza por su cualidad rica y vibrante, que no existiría si el sonido viniera de una sola cuerda. El efecto es más notable cuando viene de sonidos que se sostienen por lapsos más extensos, como un extenso acorde de guitarra.

## Uso
El uso de la guitarra eléctrica de doce cuerdas aparenta ser cíclico: Comenzando a partir de Blind Willie McTell en los años '20 y '30, Lead Belly en los '40, y siguiendo con Bob Gibson en los '50 y comienzos de los '60, intérpretes y acólitos de Gibson tales como Mike Pender de The Searchers, Roger McGuinn de The Byrds y Ed González, George Harrison de The Beatles la llevaron a su apogeo durante una década, hasta que pasó de moda y fue utilizada solo en algunos nichos por músicos de rock progresivo en los '70, como Jimmy Page de Led Zeppelin. El instrumento fue revivido en los '80 por músicos de rock alternativo como Robert Smith de The Cure, Slash de Guns N' Roses, Dave Gregory de XTC, Peter Buck de R.E.M., Marty Willson-Piper de The Church y Johnny Marr de The Smiths.
Durante los '90, su popularidad se desvaneció de nuevo, aunque tuvo un rol clave en el sonido de bandas de indie rock como Low y The Decemberists. El modelo más popular de guitarra eléctrica de doce cuerdas desde los '60 ha sido la Rickenbacker 360/12, al principio popularizada por George Harrison de The Beatles.
Desde aproximadamente los años '90 se utiliza en el regional mexicano específicamente en los corridos interpretando la melodía de estos. Con la variación que en vez de usar cuerdas octavadas se utilizan pares de cuerdas iguales. Suele acompañarse con una guitarra de seis cuerdas y bajo eléctrico. 

## Intérpretes notables
Los intérpretes que usan guitarras acústicas de doce cuerdas recorren un amplio rango de géneros, desde el folk (Arlo Guthrie, Gordon Lightfoot y Pete Seeger) al blues tradicional (Lead Belly), al folk rock (Paul Simon, Neil Young, John Allan Cameron), country (Michael Reynolds de los Pinmonkey
(Mark Tremonti de Creed y Alter Bridge usa una acústica de doce cuerdas en muchas canciones del disco Full Circle, Ralph Towner intérprete de amplio espectro musical parte de la guitarra clásica para abrirse al jazz fusion, con ciertas influencias de la música contemporánea o el folk ya sea como solista o con su banda Oregón, Jimi Hendrix en "Hear My Train A-Comin", Richie Sambora de Bon Jovi, George Harrison Otros intérpretes, como Leo Kottke nbacker+360/12+harrison#PPA77,M1 http://www.thewh (enlace roto disponible en Internet Archive; véase el historial, la primera versión y la última)., Roger McGuinn de The Byrds, Matt Nathanson, James Blackshaw, John Butler y David Arkenstone suelen usarlas como su instrumento principal. Anthony Phillips guitarrista especialista en 12 cuerdas, cofundador del grupo Genesis y su compañero musical en varios discos, Guillermo Cazenave, dedicaron sendos álbumes exclusivamente a este instrumento, el primero de ellos con Twelve y el segundo de los citados en su Guita-Ra. En ambos discos abundan distintas clases de afinaciones.
Los usuarios de guitarras eléctricas Rickenbacker de doce cuerdas van desde guitarristas de jangle pop como McGuinn a Peter Buck (R.E.M.). La eléctrica Gibson EDS-1275 de doce cuerdas fue usada por John McLaughlin de la Mahavishnu Orchestra, Jimmy Page de Led Zeppelin, Slash de Guns N' Roses, Warren Haynes de Gov't Mule y The Allman Brothers Band, Alex Lifeson de Rush, Tom Morello de Rage Against the Machine, y el guitarrista Daron Malakian de System of a Down y Scars on Broadway.
Además guitarristas muy notables de  corrido y regional mexicano tales como  Ariel Camacho el cual fue influencia directa de muchos músicos de la nueva ola llamada Corridos tumbados